# Playa Hornos
La playa Hornos es una de las más concurridas y tradicionales del puerto de Acapulco, Guerrero, al sur de México. Se localiza al nornoroeste de la bahía de Acapulco y forma parte de la zona turística denominada Acapulco Tradicional. La playa tiene gran variedad de denominaciones por áreas, que han sido acuñadas por algún hecho histórico o alguna referencia de sitio cercano a la playa. Destacan algunas áreas conocidas como Tamarindos, Carabalí, Malibú, Del Golfito y Papagayo.
Hornos posee arenas finas y oleaje de suave a moderado por temporadas con una peculiar barrera de palmeras; adicionalmente cuenta con una gran variedad de restaurantes de mariscos. Posee un antiguo muelle hacia el surponiente, que actualmente es utilizado por un restaurante, junto a él se logran apreciar gran variedad de lanchas y botes, sitio que particularmente en las mañanas se utiliza como principal centro de operación de pescadores.

## Historia

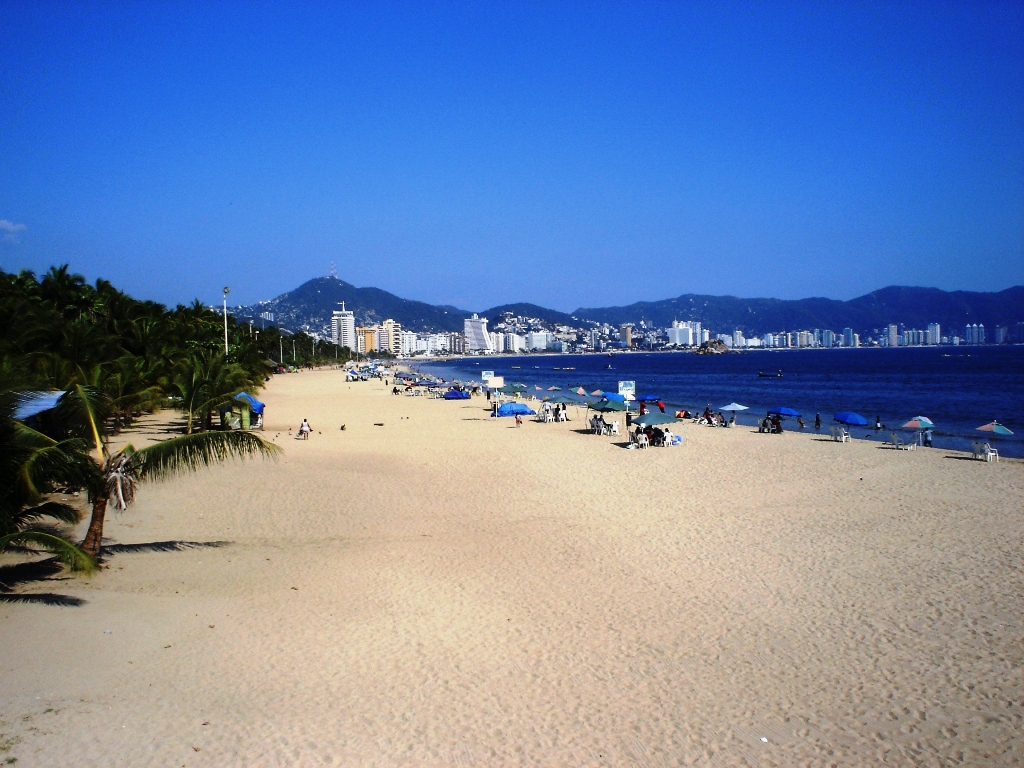
Área de Tamarindos de la playa Hornos (vista de poniente a oriente).

El nombre de esta playa tiene sus orígenes en la existencia de hornos que sirvieron para fabricar los materiales de diversas construcciones del puerto como el Fuerte de San Diego, durante el Virreinato. Antes de 1930, los alrededores de la playa se conformaban por extensas huertas que posteriormente fueron expropiadas por el Gobierno Federal. Uno de los primeros hoteles en el área llevó el nombre de la playa, Hornos, después se llamaría Anáhuac y finalmente Papagayo (hoy parque Papagayo), y fue propiedad del militar Juan Andreu Almazán. La ubicación de esta y otras hospederías convirtieron la playa en un popular y concurrido balneario a partir de los años 1930.

## Actividades

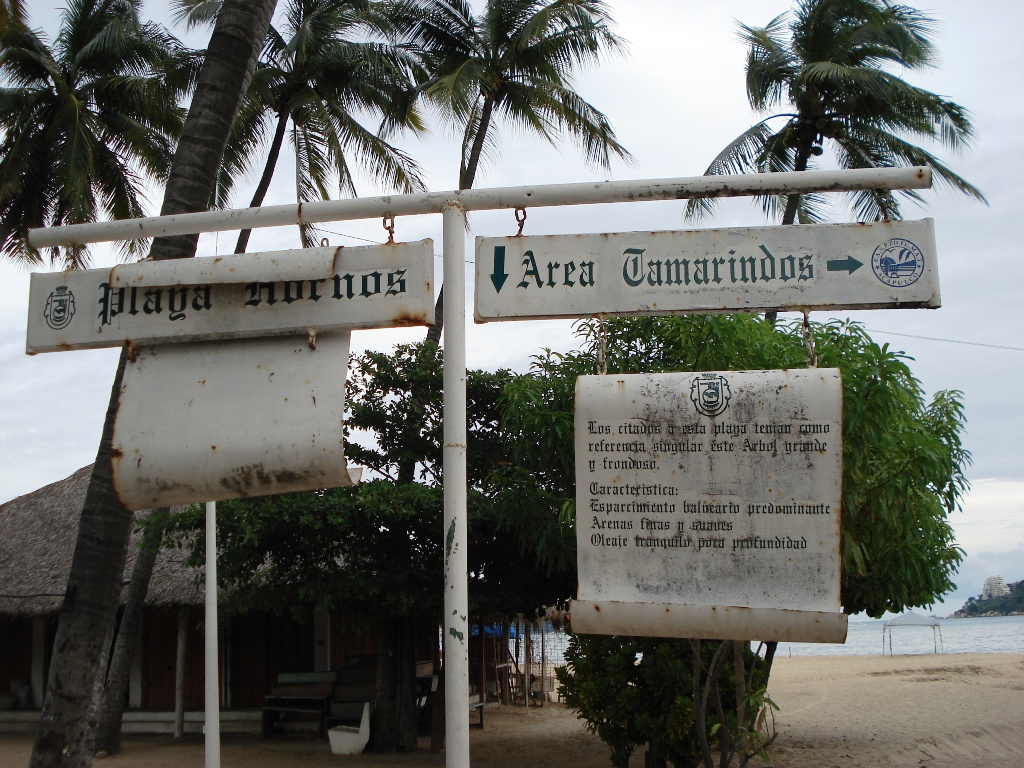
Letrero que señalaba los límites del Área Tamarindos en Playa Hornos.

El área conocida como 'Tamarindos' es ideal para la práctica de distintos deportes, ya que posee un espacio amplio entre el mar y la avenida Costera Miguel Alemán. Frecuentemente es sede de entrenamientos y  torneos de fútbol y voleibol. También tienen lugar en esta área la realización de conciertos y diversos eventos culturales. En condiciones variantes de la marea, es posible practicar deportes acuáticos como el skimboarding.

## Comercio
La principal zona comercial de la playa se concentra en la Avenida Costera Miguel Alemán, donde se pueden apreciar gran variedad de restaurantes de mariscos, hoteles, y establecimientos en palapas que ofrecen a visitantes una gran variedad de artesanías, ropa de playa, dulces típicos, entre otros artículos.